# Geovanni
Geovanni Deiberson Maurício Gómez (ur. 11 stycznia 1980 w Acaiaca) – brazylijski piłkarz grający na pozycji ofensywnego pomocnika w amerykańskim klubie San Jose Earthquakes.

## Kariera klubowa
Piłkarską karierę Geovanni rozpoczął w mieście Belo Horizonte w tamtejszym klubie Cruzeiro EC. W 1998 roku zadebiutował w Campeonato Brasileiro, ale z początku nie miał miejsca w składzie i w 1999 roku trafił na wypożyczenie do Amériki Belo Horizonte, a w drugiej połowie roku wrócił do Cruzeiro i stał się członkiem wyjściowej jedenastki. Największy sukces w barwach Cruzeiro osiągnął w 2000 roku, kiedy wygrał z nim Copa do Brasil. Z kolei w 2001 roku zdobył Copa Sul-Minas.
Latem 2001 Geovanni został sprzedany do hiszpańskiej Barcelony za sumę 18 milionów euro. W Primera División zadebiutował 26 sierpnia w wygranym 2:1 wyjazdowym meczu z Sevillą. Z kolei we wrześniowym meczu z CD Tenerife (2:0) zdobył pierwszego i jedynego gola dla Barcelony. W drużynie „Blaugrany” był na ogół rezerwowym i spędził tylko półtora roku rozgrywając 26 spotkań.
W trakcie sezonu 2002/2003 Brazylijczyk został wypożyczony do portugalskiej Benfiki. Tam stał się czołowym zawodnikiem i w rozgrywkach Superligi zdobył 3 gole, a lizboński klub został wicemistrzem Portugalii. Latem został wykupiony przez Benfikę za 11 milionów euro. W 2004 roku znów był z nią drugi w lidze, a w 2005 wywalczył swój pierwszy tytuł mistrza kraju w karierze. Natomiast w 2006 roku zakończył sezon na 3. miejscu w tabeli. Ogółem w barwach Benfiki rozegrał 108 meczów i strzelił 18 goli.
W 2006 roku Geovanni wrócił do Cruzeiro, pomimo ofert z takich klubów jak: Arsenal F.C., Everton F.C., RC Lens i Udinese Calcio. W tym samym roku wywalczył z Cruzeiro mistrzostwo stanu Minas Gerais. W Cruzeiro grał do 2007 roku, a w lipcu przebywał na testach w angielskim Portsmouth F.C. Jednak 17 lipca podpisał kontrakt z Manchesterem City. W Premier League zadebiutował 11 sierpnia w wygranym 2:0 meczu z West Ham United, w którym zdobył gola. Do końca sezonu 2007/2008 rozegrał 19 meczów i zdobył 3 gole.
4 lipca 2008 Geovanni podpisał kontrakt z beniaminkiem Premiership, zespołem Hull City. W drużynie tej zadebiutował 16 sierpnia w wygranym 2:1 spotkaniu z Fulham. W meczu tym zdobył także bramkę. Tym samym zapisał się w historii Tygrysów strzelając pierwszego gola w historii występów w Premier League. W debiutanckim sezonie z ośmioma bramkami na koncie Geovanni był najlepszym strzelcem Hull City w lidze.

## Kariera reprezentacyjna
W reprezentacji Brazylii Geovanni zadebiutował 12 lipca 2001 w przegranym 0:1 meczu Copa América 2001 z Meksykiem. Był to jego jedyny jak do tej pory (stan na czerwiec 2008) mecz w kadrze A. Wcześniej w 2000 roku wystąpił z kadrą olimpijską na Igrzyskach Olimpijskich w Sydney.
| Sezon     | Klub                   | Kraj              | Rozgrywki                     | Mecze | Bramki |
| --------- | ---------------------- | ----------------- | ----------------------------- | ----- | ------ |
| 1998      | Cruzeiro EC            | Brazylia          | Campeonato Brasileiro         | 1     | 0      |
| 1999      | América Belo Horizonte | Brazylia          | Campeonato Brasileiro         | 15    | 2      |
| 1999      | Cruzeiro EC            | Brazylia          | Campeonato Brasileiro         | 15    | 1      |
| 2000      | Cruzeiro EC            | Brazylia          | Campeonato Brasileiro         | 15    | 2      |
| 2001      | Cruzeiro EC            | Brazylia          | Campeonato Brasileiro         | 16    | 7      |
| 2001/02   | FC Barcelona           | Hiszpania         | Primera División              | 21    | 1      |
| 2002/03   | FC Barcelona           | Hiszpania         | Primera División              | 5     | 0      |
| 2002/03   | SL Benfica             | Portugalia        | Superliga                     | 17    | 3      |
| 2003/04   | SL Benfica             | Portugalia        | Superliga                     | 21    | 5      |
| 2004/05   | SL Benfica             | Portugalia        | Superliga                     | 31    | 6      |
| 2005/06   | SL Benfica             | Portugalia        | Superliga                     | 25    | 3      |
| 2006      | Cruzeiro EC            | Brazylia          | Campeonato Brasileiro         | 12    | 2      |
| 2007      | Cruzeiro EC            | Brazylia          | Campeonato Brasileiro         | 2     | 0      |
| 2007/08   | Manchester City        | Anglia            | Premier League                | 19    | 3      |
| 2008/09   | Hull City              | Anglia            | Premier League                | 37    | 8      |
| 2009/2010 | Hull City              | Anglia            | Premier League                | 26    | 3      |
| 2010      | San Jose Earthquakes   | Stany Zjednoczone | Major League Soccer           | 12    | 1      |
| 2011      | Esporte Clube Vitória  | Brazylia          | Campeonato Brasileiro Série B | 35    | 3      |
| 2012      | Esporte Clube Vitória  | Brazylia          | Campeonato Brasileiro Série B | 2     | 0      |
| 2012      | América Futebol Clube  | Brazylia          | Campeonato Brasileiro Série B | 10    | 1      |
| 2013      | Bragantino             | Brazylia          | Campeonato Brasileiro Série B | 9     | 1      |